# Кубок виклику АФК
Кубок виклику АФК (англ. AFC Challenge Cup) — міжнародний футбольний турнір, що проводиться Азійською конфедерацією футболу (АФК) для найслабкіших, у футбольному відношенні, країн-членів АФК, які мають назву «асоціації, що виникають» (англ. emerging). Перший турнір було проведено у 2006 році у Бангладеш, останній — у 2014 році на Мальдівах.
З 2008 року переможець Кубку виклику АФК також отримує путівку на наступний Кубок Азії.

## Відбір учасників
АФК у 2006 році розподілила 46 своїх членів на три класи. У започаткованому турнірі мали брати участь команди з класу асоціацій, що виникають. Тим не менш, деякі команди з класу асоціацій, що розвиваються і, навіть, з класу розвинених асоціацій брали участь у фінальних частинах турніру. Це такі команди, як: Індія, КНДР, Мальдиви, М'янма, Таджикистан та Туркменістан.
| Найкращі 15 збірних з класу розвинених асоціацій. - Австралія - Бахрейн - Китай - Іран - Ірак - Японія - Північна Корея - Південна Корея - Кувейт - Оман - Катар - Саудівська Аравія - Сирія - Таїланд - Узбекистан | 14 збірних класу асоціацій, що розвиваються. - Гонконг - Індія - Індонезія - Йорданія - Ліван - Малайзія - Мальдіви - М'янма - Сінгапур - Таджикистан - Туркменістан - ОАЕ - В'єтнам - Ємен | Останні 17 збірних з класу асоціацій, що виникають, яким потрібен час, щоб розвинути футбол у власній країні. Ці команди беруть участь у турнірі. - Афганістан - Бангладеш - Бутан - Бруней - Камбоджа - Китайський Тайбей - Гуам - Киргизстан - Лаос - Макао - Монголія - Непал - Пакистан - Палестина - Філіппіни - Шрі-Ланка - Східний Тимор |

## Призери
| Рік        | Місце проведення | Фінал          | Фінал          | Фінал        | Матч за 3-є місце | Матч за 3-є місце    | Матч за 3-є місце |
| Рік        | Місце проведення | Переможець     | Рахунок        | Фіналіст     | 3-є місце         | Рахунок              | 4-е місце         |
| ---------- | ---------------- | -------------- | -------------- | ------------ | ----------------- | -------------------- | ----------------- |
| 2006 Огляд | Бангладеш        | Таджикистан    | 4 − 0          | Шрі-Ланка    | Киргизстан        | [ note 1 ]           | Непал             |
| 2008 Огляд | Індія            | Індія          | 4 − 1          | Таджикистан  | Північна Корея    | 4 − 0                | М'янма            |
| 2010 Огляд | Шрі-Ланка        | Північна Корея | 1 − 1 п. 5 − 4 | Туркменістан | Таджикистан       | 1 − 0                | М'янма            |
| 2012 Огляд | Непал            | Північна Корея | 2 − 1          | Туркменістан | Філіппіни         | 4 − 3                | Палестина         |
| 2014 Огляд | Мальдіви         | Палестина      | 1–0            | Філіппіни    | Мальдіви          | 1–1 (дч) (8–7 пен. ) | Афганістан        |

1. ↑  Матч за 3-є місце не проводився.

## Переможці та фіналісти
| Команда        | П | Ф | Роки       |
| -------------- | - | - | ---------- |
| Північна Корея | 2 | 2 | 2010, 2012 |
| Таджикистан    | 1 | 2 | 2006, 2008 |
| Індія          | 1 | 1 | 2008       |
| Палестина      | 1 |   | 2014       |
| Туркменістан   |   | 2 | 2010, 2012 |
| Шрі-Ланка      |   | 1 | 2006       |
| Філіппіни      |   | 1 | 2014       |

## Статистика
| Збірна            | І  | В  | Н | П | МЗ | МП | РІЗ | О  |
| ----------------- | -- | -- | - | - | -- | -- | --- | -- |
| Північна Корея    | 15 | 12 | 2 | 1 | 35 | 4  | +31 | 38 |
| Таджикистан       | 19 | 11 | 2 | 6 | 36 | 16 | +20 | 34 |
| Туркменістан      | 16 | 8  | 4 | 4 | 27 | 14 | +13 | 28 |
| Палестина         | 14 | 8  | 3 | 3 | 29 | 8  | +21 | 27 |
| Філіппіни         | 13 | 6  | 3 | 4 | 18 | 14 | +4  | 21 |
| Індія             | 15 | 5  | 3 | 7 | 13 | 21 | −8  | 18 |
| Киргизстан        | 11 | 5  | 0 | 6 | 7  | 12 | −5  | 15 |
| М'янма            | 13 | 5  | 0 | 8 | 15 | 22 | −7  | 15 |
| Шрі-Ланка         | 12 | 4  | 2 | 6 | 12 | 22 | −10 | 14 |
| Непал             | 11 | 3  | 2 | 6 | 11 | 14 | −3  | 11 |
| Бангладеш         | 7  | 3  | 1 | 3 | 10 | 13 | −3  | 10 |
| Мальдіви          | 8  | 2  | 2 | 4 | 9  | 12 | −3  | 8  |
| Афганістан        | 11 | 1  | 5 | 5 | 7  | 19 | −12 | 8  |
| Китайський Тайбей | 4  | 1  | 2 | 1 | 3  | 5  | −2  | 5  |
| Бруней            | 3  | 1  | 1 | 1 | 2  | 2  | 0   | 4  |
| Пакистан          | 3  | 1  | 1 | 1 | 3  | 4  | −1  | 4  |
| Камбоджа          | 3  | 1  | 0 | 2 | 4  | 6  | −2  | 3  |
| Бутан             | 3  | 0  | 1 | 2 | 0  | 3  | −3  | 1  |
| Макао             | 3  | 0  | 1 | 2 | 2  | 8  | −6  | 1  |
| Лаос              | 3  | 0  | 1 | 2 | 1  | 7  | −6  | 1  |
| Гуам              | 3  | 0  | 0 | 3 | 0  | 17 | −17 | 0  |